# Moggsjöbodtjärnen
Moggsjöbodtjärnen är en sjö i Strömsunds kommun i Ångermanland och ingår i Ångermanälvens huvudavrinningsområde. Sjöns area är 0,022 kvadratkilometer och den befinner sig 305 meter över havet.